# Aage Ibsen
Aage Ibsen, född 17 december 1847, död 23 november 1915, var en dansk författare.
Ibsen tillbringade fem år som läkare på Grönland under 1880-talet och hans skönlitterära böcker behandlar oftast livet på Grönland under det danska kolonialstyret.